# دوغ دوسن
دوغ دوسن (بالإنجليزية: Doug Dawson)‏ هو لاعب كرة قدم أمريكية أمريكي، ولد في 27 ديسمبر 1961 في هيوستن في الولايات المتحدة.